# Antonio Gramsci: I giorni del carcere
Pour plus de détails, voir Fiche technique et Distribution.
Antonio Gramsci: I giorni del carcere est un film italien réalisé par Lino Del Fra, sorti en 1977. Il remporta le Léopard d'or au Festival de Locarno.

## Synopsis
Le film explore la carrière de l'écrivain et militant politique italien Antonio Gramsci à travers ses Cahiers de prison (Quaderni del carcere) rédigés en détention entre 1929 et 1935.

## Fiche technique
Sauf indication contraire, les informations mentionnées dans cette section peuvent être confirmées par la base de données cinématographiques IMDb,  présente dans la section « Liens externes ».
- Titre original italien : Antonio Gramsci: I giorni del carcere
- Titre allemand : Antonio Gramsci - Die Jahre im Kerker
- Titre anglais : Antonio Gramsci: The Days of Prison
- Titre portugais : Dias de Cárcere
- Réalisation : Lino Del Fra
- Scénario : Lino Del Fra, Cecilia Mangini et Pier Giovanni Anchisi
- Photographie : Gábor Pogány
- Montage : Silvano Agosti
- Format : Noir et blanc - son mono
- Genre : biographie
- Pays de production :  Italie
- Langue de tournage : italien
- Date de sortie : 
  - 1977[réf. nécessaire]
  - Portugal : 25 janvier 1985

## Distribution
- Riccardo Cucciolla : Antonio Gramsci
- Paolo Bonacelli : Bocchini
- Pier Paolo Capponi : Enrico
- Franco Graziosi : Dmitri Manouïlski
- Jacques Herlin : Lo Santo
- Biagio Pelligra : Bruno
- Luigi Pistilli : Gennaro Gramsci
- John Steiner : Laurin
- Mimsy Farmer : Giulia
- Lea Massari : Tania
- Gianfranco Bullo : Palmiro Togliatti
- Umberto Raho : l'aumônier
- Andrea Aureli : un anarchiste
- Raymond Pellegrin
- Pino Ammendola